# 홀리데이 인

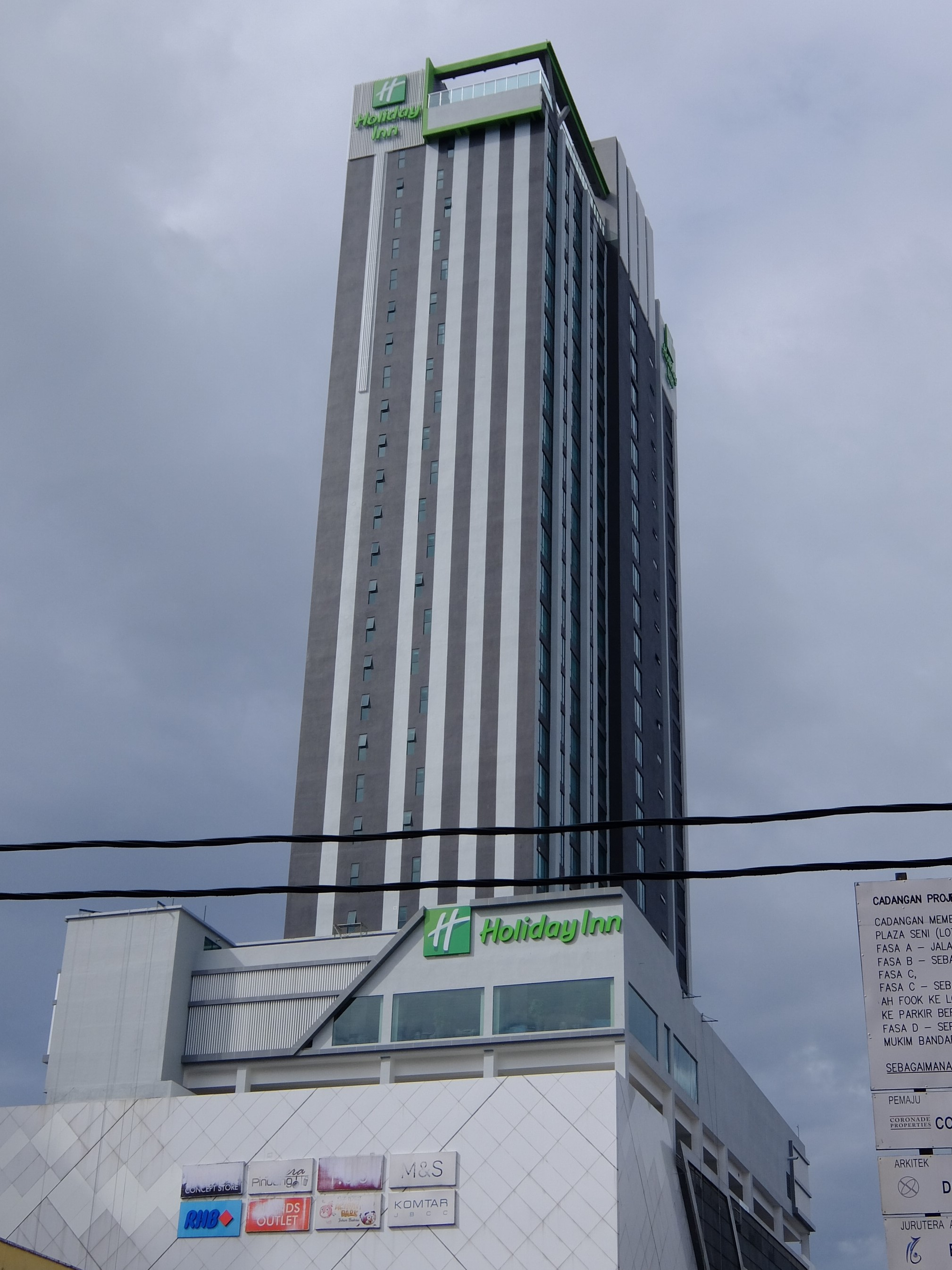
홀리데이 인

홀리데이 인(Holiday Inn)은 인터콘티넨털 호텔스 그룹이 운영하는 호텔 브랜드이다. 전세계에 1200개 이상의 홀리데이 인이 있다.

## 역사

### 창업과 성장
1951년 가족과 같이 자동차 여행을 간 사업가 케몬스 윌슨(Kemmons Wilson)은 비싸고 시설이 부족한 모텔들 때문에 불만이었다. 그는 미국 전역에 단순하고, 가족들에게 적합하고 무엇보다 표준화 숙박 시설을 계획했다. 1952년 8월 그는 테네시주 멤피스에 첫 홀리데이 인을 개장했다. 곧 멤피스 주위에 3곳이 더 문을 열었고, 홀리데이 인은 프랜차이징 형태로 전국 고속도로 변에 문을 열었다.
방마다 텔레비전이 있고 건물에 식당과 수영장 딸려 있는 홀리데이 인은 1950년대에 혁신적인 곳이었다. 윌슨은 숙박객들이 어디서나 똑같은 경험을 하는데 특히 공을 들였다. 그때도 미국에서 모텔 이미지는 불건전했다. 독실한 기독교인이었던 윌슨은 모텔을 가족에게 적합한 건전한 이미지로 바꾸고 방마다 성경을 배치했다.
1972년 그는 잡지 타임의 표지 모델로 등장했다. 기사 제목은 "침대 30만개를 가진 남자"였다. 1972년 홀리데이 인은 모든 미국의 주와 스위스에서 홍콩, 소련에 이르기까지 20개 국가에서 1,405개 호텔을 운영 중이었다.

### 위대한 간판
홀리데이 인의 성공에는 '위대한 간판'이라 부르는 거대한 간판도 한 몫 했다. 15m 높이인 간판은 고속도로변에 세워, 눈길을 끄는 초록색, 빨간색, 노란색으로 장식했다. 하지만, 네온 사인과 깜빡이는 전구로 어두운 밤에도 잘 보였던 이 간판에 가정 하루 평균 전기소비량의 다섯 배가 하룻밤이면 들어갔다. 윌슨은 '빈방 없음'이라는 간판을 달지 못하게 지시하고 끝까지 고객들에게 방을 찾아주도록 했다. 그는 방을 찾지 못한 여행객을 위해 30곳 넘는 호텔에 전화를 돌리기도 했다.
1979년 그가 은퇴하자, 그의 후임은 '위대한 간판'을 1980년대에 작고 경제적인 간판으로 교체했다. 윌슨은 반대하지 않았지만 자랑스러워했던 간판이 사라지자 슬퍼했다고 한다. 그는 2003년 '위대한 간판'을 새긴 묘비 아래에서 영면하였다.

## 같이 보기
- 홀리데이 인 인천 송도호텔
- 홀리데이 인 광주호텔